# عبد القادر طبقة
محمد عبد القادر طبقة، جلاد تونسي، أصيل مدينة المنستير. ينحدر من عائلة أنجبت عددا من الجلادين في عهدي الاستعمار والاستقلال منهم محمد طبقة وعبد العزيز طبقة وأحمد طبقة. 
مارس التعذيب على الموقوفين اليساريين في أواخر الستينات وخلال السبعينات من القرن العشرين. وقد تزامن ذلك مع مجازاته من قبل السلطة حيث منح في جوان 1968 الصنف الرابع لوسام الجمهورية  بالتزامن مع الإيقافات التي شملت منظمة آفاق منذ مارس 1968 والتي حوكم أعضاؤها في سبتمبر 1968. وقد ورد اسمه كجلاد في التقرير الذي أعدته هيئة الحقيقة والكرامة الصادر في ديسمبر 2018، حيث مارس التعذيب في حق اليساريين في 1968 رفقة جلادين آخرين من بينهم محسن الصغيرة وعبد السلام درغوث شهر سكابا  كما مارس التعذيب في حق اليساريين أيضا في السبعينات حيث أوردت جريدة لوموند الفرنسية بتاريخ 27 أفريل 1979 بعض الشهادات حول التعذيب بتونس ومنها شهادة أحمد بن عثمان الذي تعرض للتعذيب من قبل عبد القادر طبقة الذي أدخل مسواك خشبي في أذنيه حتى سال منهما الدم، وأدخل خرطوم مطاطي في دبره. وحسب تقرير هيئة الحقيقة والكرامة مارس عبد القادر طبقة التعذيب على النقابيين إثر أحداث 1978 ، وورد اسمه أيضا كأحد أهم الجلادين في تقرير الجامعة الدولية لمنظمات عمال المعادن نقلا عن منظمة العمل الدولية بتاريخ نوفمبر 1978  وقد تزامن قيامه بذلك الدور أيضا مع منحه وسام الشغل في ماي 1978  كما ورد اسمه في مذكرات حمة الهمامي ضمن عدد آخر من الجلادين من بينهم حسن عبيد ومحمد الناصر...